# Aspidogyne longibracteata
Aspidogyne longibracteata är en orkidéart som först beskrevs av Soroka, och fick sitt nu gällande namn av Paul Ormerod. Aspidogyne longibracteata ingår i släktet Aspidogyne och familjen orkidéer.
Artens utbredningsområde är Ecuador. Inga underarter finns listade i Catalogue of Life.